# Huset Hessen
Huset Hessen er et europæisk fyrstehus med grene, der har regeret i Hessen i og Sverige. Huset Hessen er en sidelinje af Huset Brabant (Reginarerne).

## Eksterne links
- Wikimedia Commons har flere filer relateret til Huset Hessen